# Przestój
Przestój (ang. downtime) – przerwa w działaniu obiektu, wynikająca z przyczyn losowych.
Dotyczyć może np. maszyny, komputera, serwera lub dostępności usługi.

## Przestoje w informatyce
W informatyce nieprawidłowa praca systemu powodowana jest głównie wystąpieniami błędów programowych, a czasami także sprzętowych, natomiast brak działania systemu oznacza głównie awarię sprzętową.
Wielu dostawców usług określa w umowach jaki jest dopuszczalny czas przestoju świadczenia określonych usług i jakiego można żądać odszkodowania w przypadku przekroczenia tych wartości. Czas przestoju podawany jest często jako wartość względną w procentach. Przykładowo, jeśli serwer miał awarię przez 6 godzin, a przez resztę miesiąca pracował normalnie, to jego przestój trwał {\displaystyle {\tfrac {6}{24\cdot 30}}\approx 0{,}8\%.}